# دراکورکس
شرح: دراکورکسیس هاگوارتسیا که با نام دراکورکس شناخته میشود یک گیاه خوار از خانواده ی پکیسفالوسار ها است و بخاطر شاخ های بزرگشان و برامدگی استخوانشان قابل توجه هستند. در حقیقت، ظاهر این دایناسور سرنخی از نام آن می دهد. ترجمه ی انگلیسی دراکورکس پادشاه اژدها است. وزن آن 1300 پوند است، طول آن 3.5 متر است و ارتفاع آن 1.5 متر است. و با جمجمه خود در برابر غارتگران میتواند از خودش دفاع کنند.
کشف: اولین بقایای دراکورکس در سازند نهر جهنمی داکوتای جنوبی در سال 2004 کشف شد، زمانی که سه دیرینه شناس آماتور یک جمجمه جزئی و سایر قطعات کوچک استخوان را بیرون آوردند. این سه نفر فسیل ها را به موزه ی کودکان ایندیاناپولیس اهدا کردند، به طور رسمی نامگذاری شد.
دیرینه ی اکولوژی: دراکورکس در اواخر دوره کرتاسه تقریبا 65 تا 70 میلیون سال پیش در کنار سایر گونه های دایناسور از جمله آنکیلوساروس، ادمونتوساروس و پکیسفالوساروس در آمریکای شمالی زندگی میکرد.